# I'm Spelling as Fast as I Can
I'm Spelling as Fast as I Can, llamado Deletreo lo más rápido que puedo en España y La encrucijada de Lisa en Hispanoamérica, es un episodio perteneciente a la decimocuarta temporada de la serie animada Los Simpson, emitida originalmente el 16 de febrero de 2003. El episodio fue escrito por Kevin Curran y dirigido por Nancy Kruse.
En este capítulo Lisa participa en las Olimpiadas de Deletreo, mientras que Homer se vuelve aficionado a una nueva hamburguesa de edición limitada del Krusty Burger.

## Sinopsis
Todo comienza cuando Bart ve un programa conducido por Booberella, al cual se les une Homer y Marge. En los comerciales, se anuncia, entre otros productos, la "Costiburger" ("Costillita" en Hispanoamérica), un nuevo producto de Krusty Burger en la cual carne de un animal desconocido se procesa y moldea en forma de costilla. Homer decide ir a degustar la hamburguesa. Al día siguiente, en una asamblea escolar, el director Skinner anuncia que la escuela participaría en un concurso de deletreo. Mientras tanto, Homer prueba la "Costillita", recién llegada al Krusty Burger de Springfield y se vuelve adicto. 
Lisa se entusiasma cuando gana el concurso escolar de deletreo, por el cual recibe como premio un "modelo a escala del planeta Marte" (una pelota roja con la palabra "Marte" escrita en ella). Lisa pasa al concurso de deletreo estatal, y vuelve a ganar, clasificándose para las Olimpíadas de Deletreo, llevadas a cabo en Calgary. 
Marge sugiere que celebren, pero Homer dice que tiene trabajo que hacer, consistente en ir a comer costillitas con Lenny y Carl. Desafortunadamente, cuando llegan a Krusty Burger, descubren que las costillitas ya no se vendían debido a una distribución por tiempo limitado. Homer se irrita mucho, pero un fanático del nuevo producto le revela que en otras ciudades del país ésta todavía se podía conseguir. Homer decide seguir al grupo de fanáticos de la hamburguesa, recorriendo el país en su búsqueda.
En las Olimpíadas de Deletreo, Lisa llega a las semifinales y se asegura un lugar en la final. Homer le dice que él no podría estar presente para verla, ya que las costillitas se servirían en San Francisco. Los otros finalistas eran Sol Luna, una niña coreana; y Alex, un pequeño niño que recibía todo el apoyo del público. El conductor de las Olimpíadas, George Plimpton, le explica en su oficina a Lisa sobre el bajo rating que tenían las Olimpíadas por televisión, debido a la gran cantidad de reality shows. Como parte de un truco publicitario, Plimpton intenta chantajear a Lisa: si dejaba ganar a Alex, recibiría una beca para ir a la universidad de su preferencia y uno de sus calientaplatos.  
Esa noche, Lisa sueña con unas mujeres griegas antiguas que representan las universidades a las que podía optar. Cuando despierta, le pregunta a Marge cuánto dinero podrían juntar para pagar su universidad. Marge queda insegura, pero le promete a Lisa que haría lo que sea para permitirle asistir a la facultad. A pesar de las palabras de Marge, Lisa está aún indecisa. 
En San Francisco, Homer come las costillitas. De pronto, aparece Krusty en una limusina, y les comunica a los fanáticos de las costillas que éstas ya no podrían venderse, ya que el animal del que provenían se encontraba extinguido. Sin embargo, decide arrojarle a la multitud la última costilla. Homer la atrapa, luego de pelear con los otros. Cuando un fanático italiano le ofrece su auto a cambio de la hamburguesa, Homer recuerda a Lisa y a las Olimpíadas. Él acepta el trato y se va en el auto deportivo hacia Calgary. 
En la final de las Olimpíadas, George Plimpton le pide a Sol Luna que deletree la palabra "varón/barón" (en la versión latina) "vaca/baca"(en la versión española). La niña se equivoca, y le llega el turno a Alex, quien sí deletrea bien. Finalmente, Lisa pasa al frente y se le pide que deletree "intransigencia". Cuando está a punto de empezar, Homer aparece y le grita palabras de aliento. Lisa, motivada, les revela a todos que le habían ofrecido una beca si perdía la competencia, pero no iba a aceptarla. Acto seguido, deletrea la palabra equivocándose por accidente, quedando descalificada y rompiendo el convenio. 
De vuelta a Springfield, Homer trata de animar a Lisa, pero la niña siente que había decepcionado a toda la ciudad. Sin embargo, descubre que todos los habitantes de Springfield se habían reunido en su casa para felicitarla y que, además, habían tallado su cara en una montaña. Lisa queda sorprendida y feliz.

## Referencias culturales

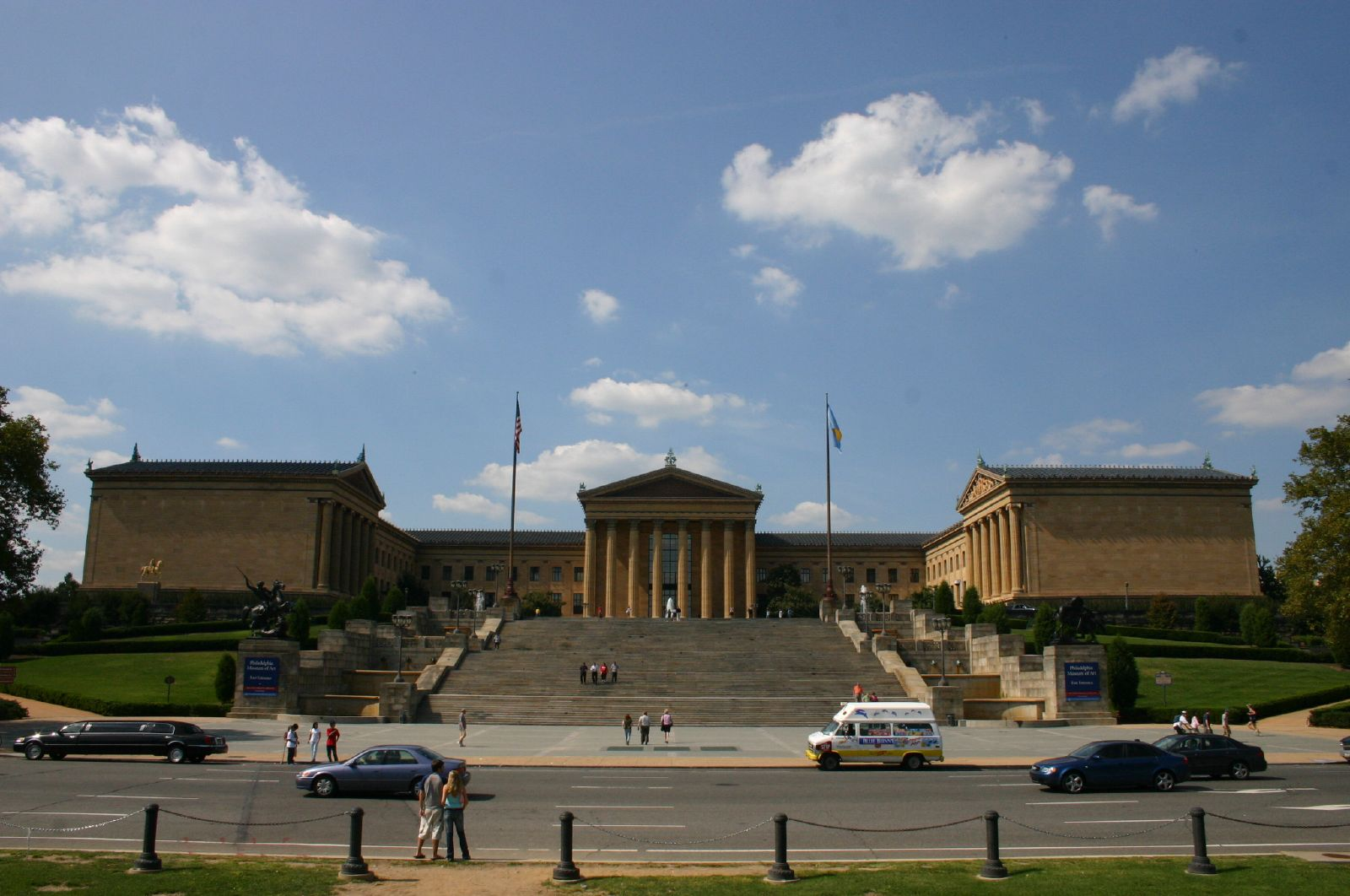
Museo donde fue grabada una escena de la película Rocky Steps